# 工农党 (列支敦士登)
工农党（德語：Partei der Unselbständig Erwerbenden und Kleinbauern，缩写为UEK），又称工农选举名单（Wahlliste der unselbständig Erwerbenden und Kleinbauern），是列支敦士登历史上的一个政党。该党从全国工会运动中脱颖而出，起因是在1949年的选举中没有工人当选。该党于1953年以代表大会形式成立。该党参加了1953年2月的选举，获得了198票（6.9%），但由于不足18%的选举门槛而未能赢得席位。不过该党没有参加同年六月的选举，亦没有参加之后的历年选举。